# Ізбицьке
Ізби́цьке — село в Україні, у Вовчанській міській громаді Чугуївського району Харківської області. Населення за переписом 2001 р. становить 30(11/19 ч/ж) осіб.

## Географія
Село Ізбицьке знаходиться на лівому березі річки Стариця, яка через 8 км впадає в річку Сіверський Донець (біля села Бугруватка). Вище за течією на відстані 1 км знаходиться село Варварівка, нижче за 3 км - село Стариця. На річці кілька загат, до села примикає кілька великих лісових масивів (ліс Заломний) (дуб).

## Історія
12 червня 2020 року, відповідно до Розпорядження Кабінету Міністрів України  № 725-р «Про визначення адміністративних центрів та затвердження територій територіальних громад Харківської області», увійшло до складу Вовчанської міської громади.
19 липня 2020 року, в результаті адміністративно-територіальної реформи та ліквідації Вовчанського району, село увійшло до складу Чугуївського району.